# Quartettsatz (Dvořák)
Het Quartettsatz in F groot (Burghauser 120) is een compositie van de Tsjechische componist Antonin Dvořák.

## Ontstaan
In 1880 groeide de interesse in de kamermuziek  van Dvořák, en werd ze meer uitgevoerd in Wenen. Dit stuk werd gemaakt op aanvraag voor een kwartet door het Hellmesberger quartet, maar Dvořák componeerde alleen dit deel. Onmiddellijk daarna componeerde hij het beroemde strijkkwartet op 61, B. 121.

## Bron
- Boekje bij de Brilliant Classics uitgave van alle strijkkwartetten door het Stamitz Quartet